# بریتویک

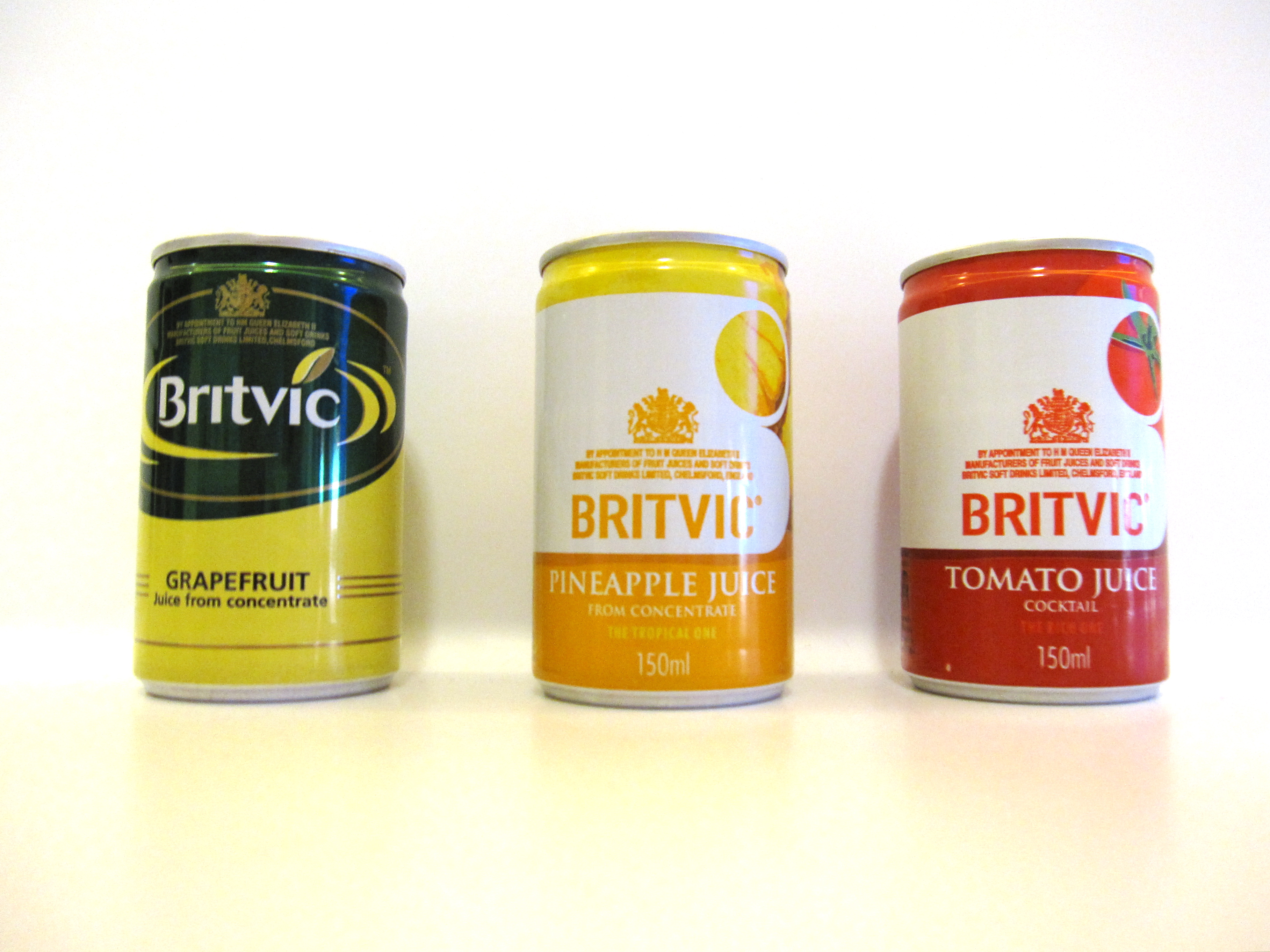
آب میوه های بریتویک

بریتویک یک شرکت تولیدکننده نوشیدنی های غیرالکلی در بریتانیا است. این شرکت دومین تولیدکننده نوشیدنی های غیرالکلی در بریتانیا از لحاظ حجم تولید و خرده فروشی است. دفتر مرکزی این شرکت در همل همپستد قرار دارد. سون‌آپ، گیتورید (بریتانیا)، پپسی و لیپتون از محصولات این شرکت است.